# Generalpolkovnik (Slovenska vojska)
Generalpolkovnik je bivši najvišji generalski čin v Slovenski vojski.. Generalpolkovnik Slovenske vojske je bil tako nadrejen generalpodpolkovniku.

## Zgodovina
Čin generalpolkovnika Slovenske vojske je bil prenešen iz Jugoslovanske ljudske armade preko Teritorialne obrambe Republike Slovenije in bil ukinjen z reformo činovnega sistema Slovenske vojske leta 2002, ko je bil uveden nov najvišji čin generala.. 

## Oznaka
Oznaka čina je bila enaka sedanji oznaki čina generala in sicer je bila sestavljena iz petih, med seboj povezanih ploščic. Na večji je lipov list, obkrožen z oljčnim vencem. Nanjo se povezujejo štiri manjše, ožje ploščice; na teh treh se nahaja en lipov list.

## Zakonodaja
Generalpolkovnike je imenoval minister za obrambo Republike Slovenije na predlog načelnika Generalštaba Slovenske vojske.
V skladu s Natovim standardom STANAG 2116 je čin spadal v razred OF-9 in je veljal za štirizvezdni čin.

## Seznam
• General Janez Slapar, načelnik generalštaba TORS (1991)